# Žďár (Doksy)
Žďár (německy Zdiar) je vesnice a část města Doksy v okrese Česká Lípa. Nachází se asi sedm kilometrů jižně od Doks. Vesnicí prochází silnice II/273, jež současně představuje východní hranici chráněné krajinné oblasti Kokořínsko – Máchův kraj. Žďár leží v katastrálním území Žďár v Podbezdězí o rozloze 13,68 km².

## Historie
Vesnička je písemně doložena v roce 1376 a byla založena kvůli ochraně obchodní stezky mezi Houskou a Bezdězem. Protože je zda řada zachovalých roubených domů, památek místní německé lidové architektury, byla zde vyhlášena vesnická památková rezervace. Některé z nich jsou postaveny přímo na skalách v rokli pod návsí. Na návsi stojí od roku 1787 kaple Nejsvětější Trojice. Napříč vesnicí prochází mezinárodní červená turistická trasa E10 od Bezdězu. Je zde autobusová zastávka. Zhruba 2,5 km na sever se nalézá nejbližší železniční zastávka Okna na trati 080 z České Lípy na Bakov nad Jizerou.

## Obyvatelstvo
Při sčítání lidu v roce 1921 ve vsi žilo 254 obyvatel (z toho 124 mužů), z nichž bylo 23 Čechoslováků, 230 Němců a jeden cizinec. S výjimkou tří evangelíků, jednoho člena nezjišťovaných církví a jednoho člověk bez vyznání se ostatní hlásili k římskokatolické církvi. Podle sčítání lidu z roku 1930 měla vesnice 267 obyvatel: osmnáct Čechoslováků, 243 Němců a šest cizinců. Většina (263 osob) byla římskými katolíky, ale dva lidé patřili k církvi československé, jeden k nezjišťovaným církvím a jeden člověk byl bez vyznání.

## Pamětihodnosti
- Barokní kaple Nejsvětější Trojice[9] (v Památkovém katalogu NPÚ od počátku mylně označená jako kaple Panny Marie[10]) z osmdesátých let 18. století
- Na území Žďáru je v Památkovém katalogu zapsáno celkem 33 převážně roubených venkovských usedlostí. Jedna z nich neexistuje; dle zápisu byla zbořena v druhé polovině 20. století.[11]
- Bývalá kovárna z roku 1880 (zachovaly se jen prostory, vytesané v pískovcové skále, venkovní přístavby zanikly)[12]

## Galerie

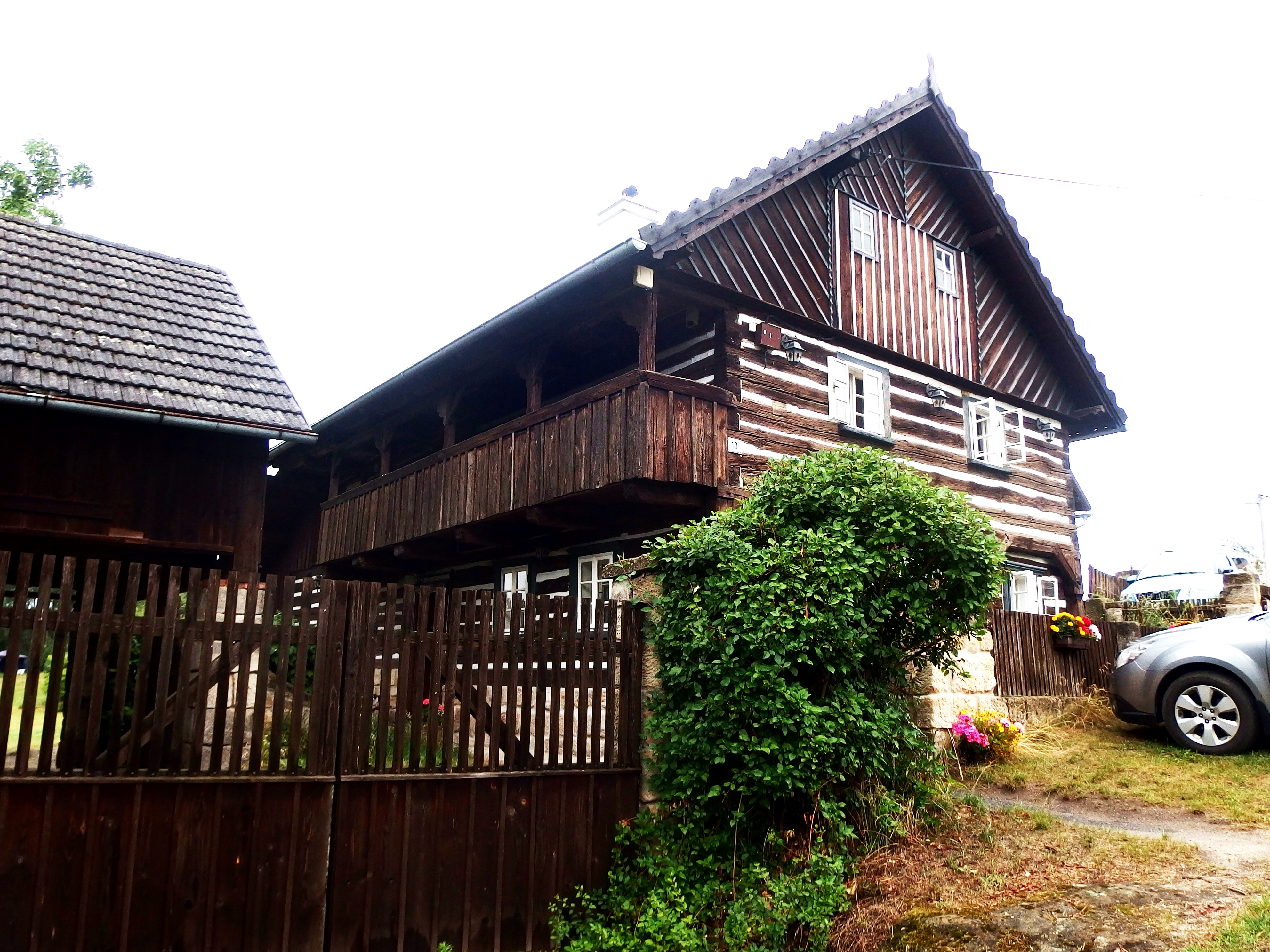
Roubená usedlost čp. 10
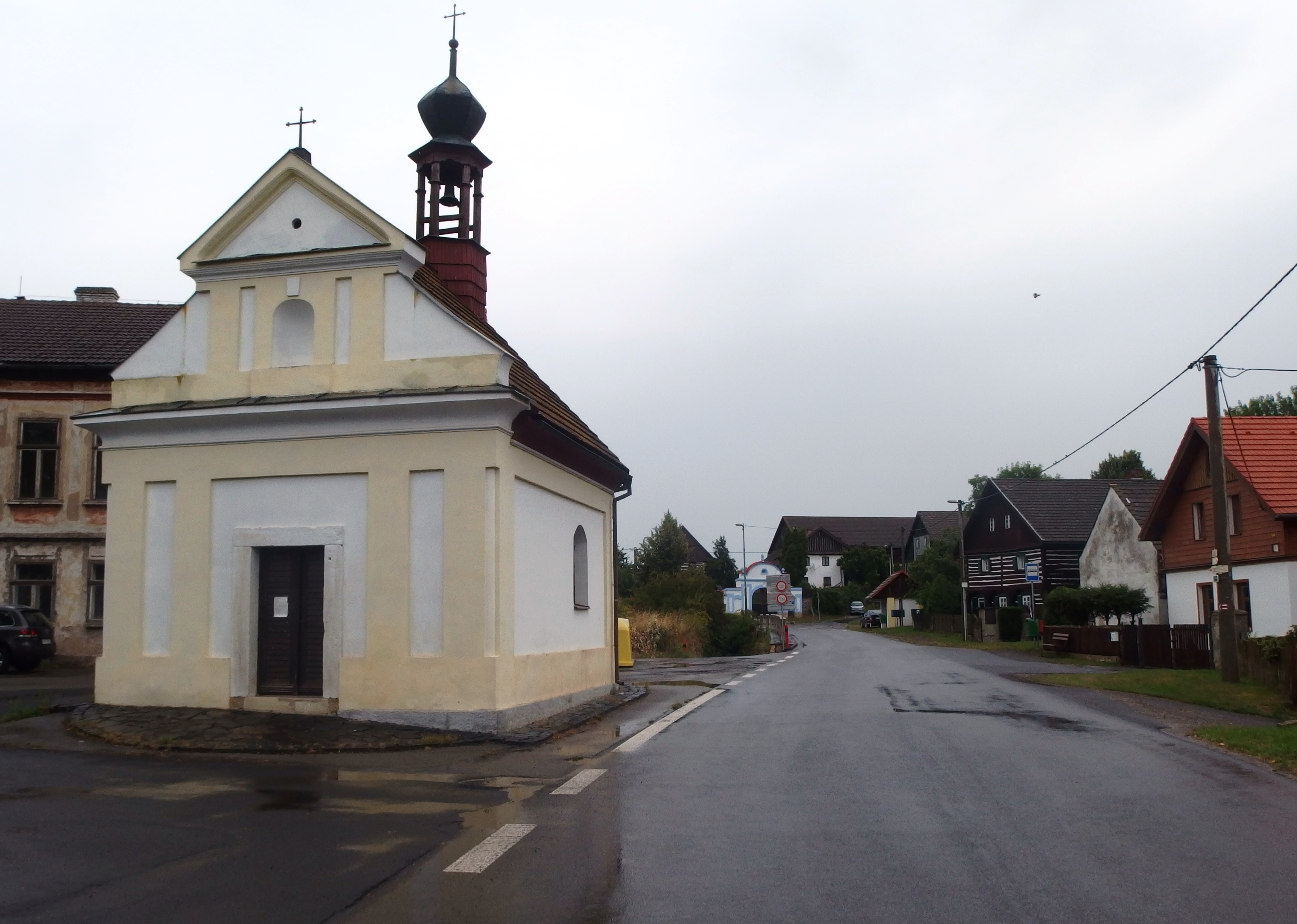
Střed vesnice s kaplí
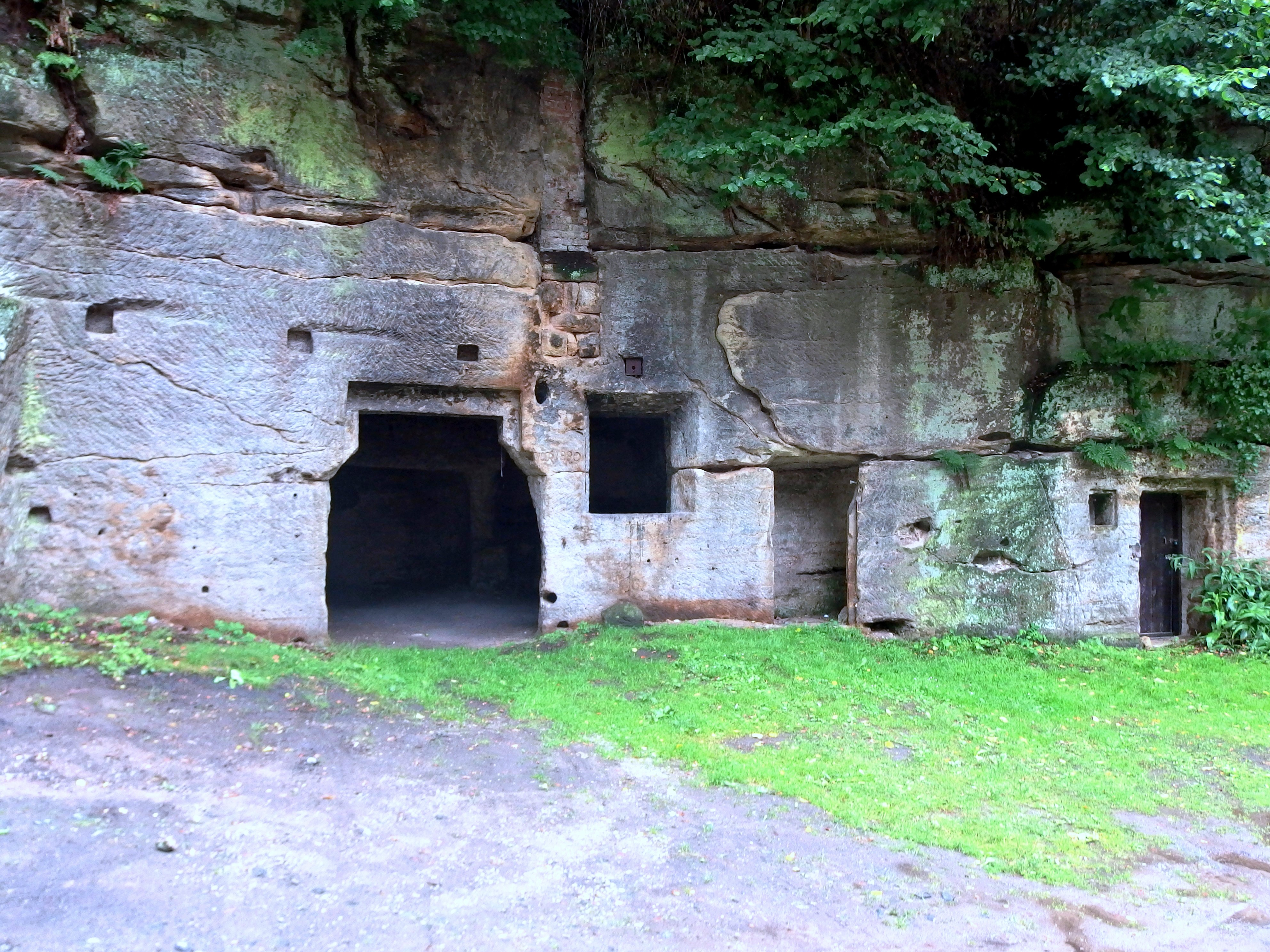
Bývalá kovárna
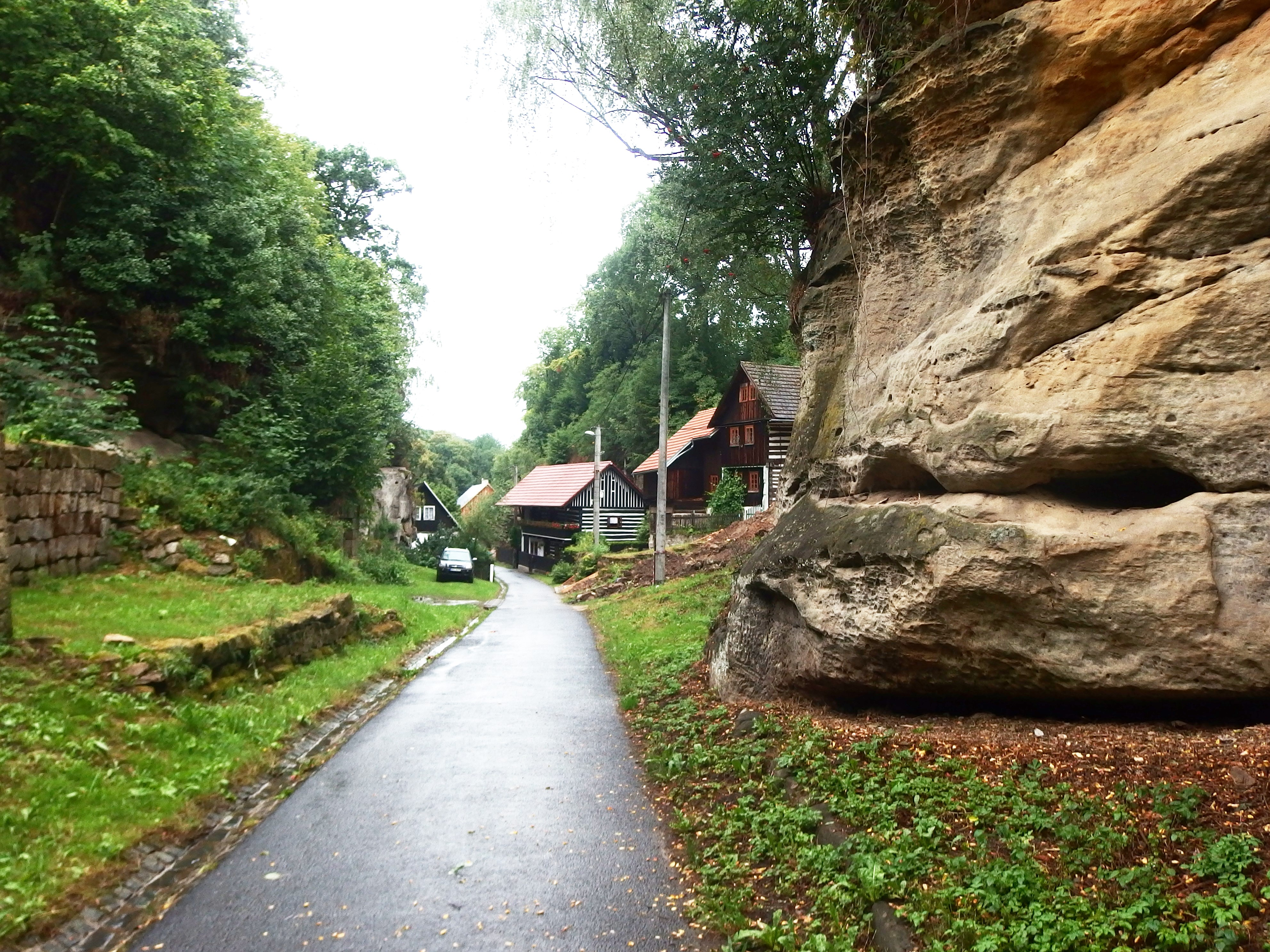
Dolní Žďár
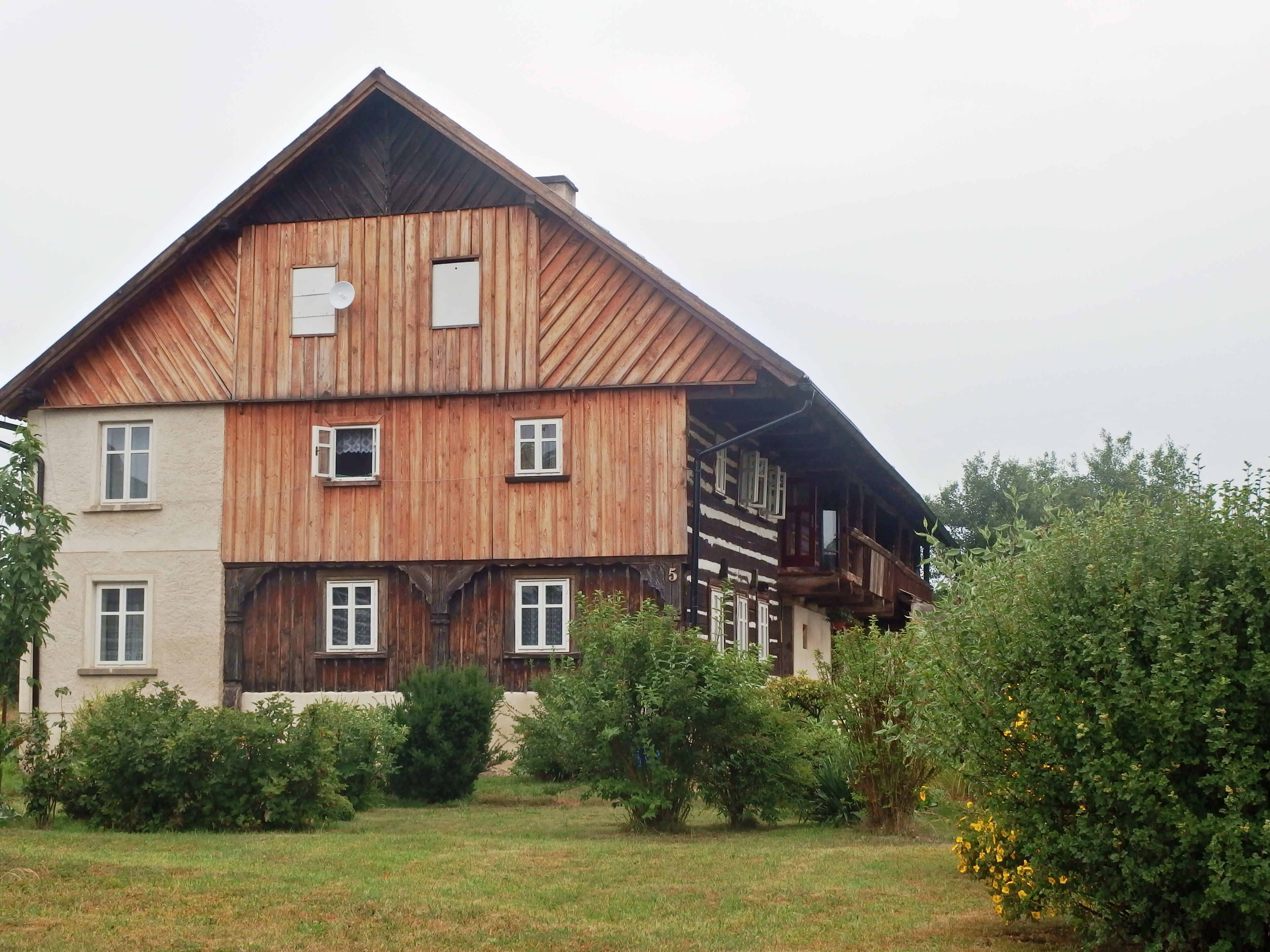
Poloroubený dům čp. 5